# Corp spongios al penisului
Corpul spongios al penisului este țesutul cu aspect buretos care înconjoară uretra masculină (uretra membranoasă) din interiorul penisului .  Se mai numește corpus cavernos uretrae în textele mai vechi. 

## Anatomie
Corpul spongios se extinde, anterior, formând bulbul uretral și se află în apoziție cu fascia inferioară a diafragmei urogenitale, din care primește o invagație fibroasă. 
Uretra intră în bulb mai aproape de suprafața superioară decât de suprafața inferioară. Pe acesta din urmă există un șanț median (canelură), din care un sept (perete) fibros subțire se proiectează în membrana bulbului și îl împarte în mod imperfect în doi lobi laterali sau emisfere. 
Porțiunea corpului spongios din fața bulbului pornește dintr-o canelură de pe suprafața inferioară a zonei de unire a celor doi corpi cavernoși ai penisului. Are formă cilindrică și se deschide ușor din spate înainte. Capătul său anterior este extins sub forma unui con obtuz, aplatizat de sus în jos. Această expansiune, denumită glandul penisului, este modelată pe capetele rotunjite ale corpilor cavernoși al penisului, extinzându-se mai mult pe suprafața superioară a acestora decât pe suprafețele lor inferioare. 
În vârful glandului se află o deschidere verticală asemănătoare cu o fantă cunoscută sub numele de orificiul uretral extern, sau meatul uretral. 
Circumferința bazei glandului formează o margine rotunjită și proeminentă, corona glandului penisului, acoperind un șanț retroglandular profund, în spatele căruia se află gâtul penisului. 

## Fiziologie
Funcția corpului spongios în erecție este de a împiedica închiderea uretrei, astfel păstrând uretra viabilă pentru ejaculare. Pentru a face acest lucru, corpul spongios rămâne flexibil în timpul erecției, în timp ce corpii cavernoși ai penisului se inundă cu sânge. 

## Imagini suplimentare

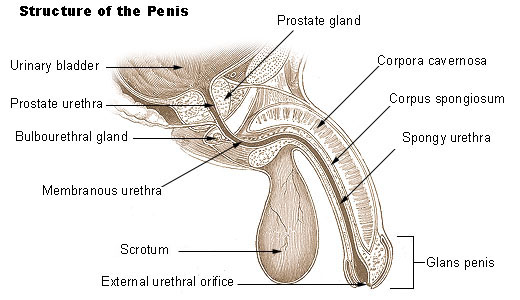
Structura penisului
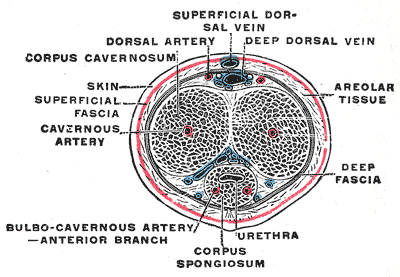
Penisul în secțiune transversală, care arată vasele de sânge.
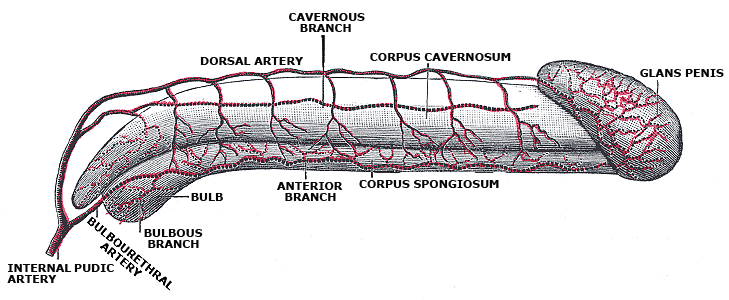
Diagrama arterelor penisului .
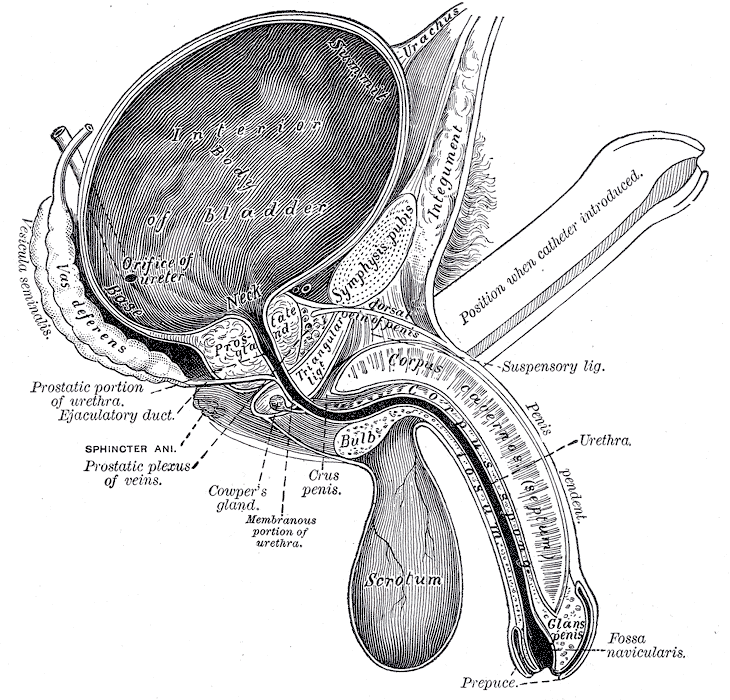
Secțiunea verticală a vezicii urinare, a penisului și a uretrei.
Secțiunea transversală a penisului
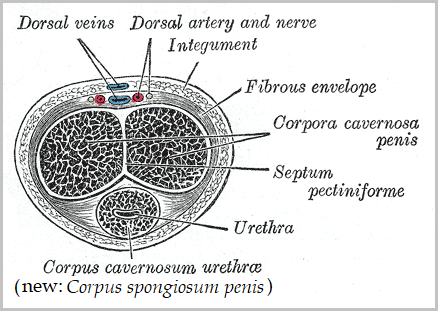
Secțiunea transversală a penisului.
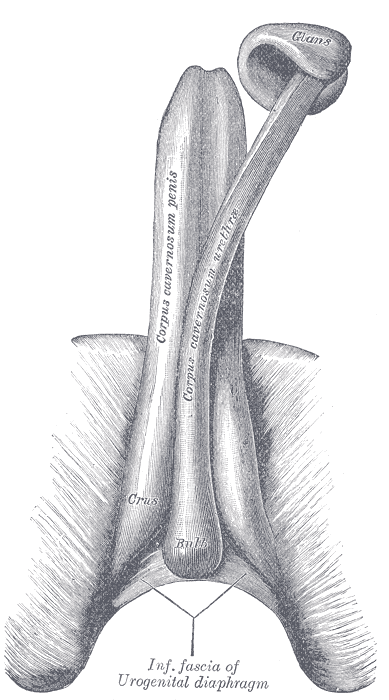
Cilindrii cavernoși constituenți ai penisului.
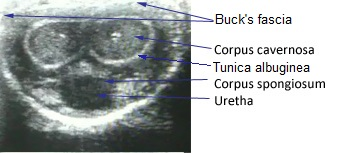
Ecografie medicală a unui penis normal.